# Breanna Lewis
Breanna Lewis (Milwaukee, 22 giugno 1994) è un'ex cestista statunitense, professionista nella WNBA.

## Carriera
È stata selezionata dalle Dallas Wings al secondo giro del Draft WNBA 2017 con la 23ª chiamata assoluta.